# یونگنو
یونگنو (انگلیسی: Yongnuo) شرکت الکترونیک چینی است، که در سال ۲۰۰۶ تأسیس شد.